# Görög Júlia
Görög Júlia, férjezett nevén Várnai Ferencné (Budapest, 1931. január 24. –) magyar grafikusművész, illusztrátor.

## Életútja
1945 után dekorációt és faliújságot készített a MADISZ-ban, majd lámpaernyőket festett a nővérével. 1947-től egy évet az Iparrajz Iskolába járt. 17 évesen felvették a Képzőművészeti Főiskola grafika szakára, ahol Ék Sándor és Konecsni György voltak a mesterei.
1953-ban szerzett diplomát, és abban az évben a Szabad Ifjúság című lapban már megjelentek rajzai. Grafikusként több lapban publikált. Számos könyvet illusztrált. Többek között a Kossuth, a Móra Könyvkiadó, a Zrínyi, az Európa és a Tankönyvkiadó részére tervezett címlapokat és illusztrációkat. Készített képregényeket és diafilmeket is.

## Kiállításai
- III. Magyar Képzőművészeti Kiállítás (csoportos)
- A Szovjet Könyv Ünnepi Hete (csoportos)

## Könyvillusztrációiból
- A. Sz. Szerafimovics: Város a sztyepen (Új Magyar Könyvkiadó, Budapest, 1954)
- Traven: A halálhajó (Európa Könyvkiadó, Budapest, 1962)
- Szalay Lenke: Te már nagylány vagy, Mogyoró! (Móra Ferenc Ifjúsági Könyvkiadó, Budapest, 1966)
- Pierre Gamarra: Tavasz kapitány (Móra Ferenc Ifjúsági Könyvkiadó, Budapest, 1967)
- Materényi Jenő: Párbeszéd (Kossuth Könyvkiadó, Budapest, 1967)
- Horváth Lajos: Útmutató az úttörőraj-tisztségviselők képzéséhez (Ifjúsági Lapkiadó Vállalat, Budapest, 1972)
- Varga Katalin: Én, Te, Ő (Móra Ferenc Ifjúsági Könyvkiadó, Budapest, 1973)
- Jókai Mór: Egy az Isten (Füles képregények)
- A kívánságfa (Móra Ferenc Ifjúsági Könyvkiadó, Budapest, 1979)
- Csukás István: Az én játékoskönyvem (Móra Ferenc Ifjúsági Könyvkiadó, Budapest, 1980)
- Joó Katalin: Boldogtalan nyár (Móra Ferenc Ifjúsági Könyvkiadó, Budapest, 1983)
- Molnár István: Átváltozások (MN Politikai Nevelőmunka Anyagi és Módszertani Központ, Budapest, 1984)
- Georgij Szemjonov: Őszre tél (Móra Kiadó-Kárpáti Kiadó, Budapest–Uzsgorod, 1986)
- Dr. Szilassy S. László: Oldalfényben (MN Politikai Nevelőmunka Anyagi és Módszertani Központ, Budapest, 1988)
- Sárközi Sándor: A Klotild-utcai csoport (MN Politikai Nevelőmunka Anyagi és Módszertani Központ, Budapest, 1989)
- Pécsi Géza: Kulcs a muzsikához (Tankönyvkiadó Vállalat, Budapest, 1992)
- Urbán Gyula: Minden egér szereti a sajtot (Ulpius-ház, Budapest, 2011)
- Görög Júlia – Marék Veronika: Játsszunk utazást! – Felelgetős könyv (Móra Könyvkiadó, 2012)

## Publikációiból
- Pajtás
- Dörmögő Dömötör
- Kisdobos
- Népszava
- Magyar Ifjúság
- Nagyító
- Úttörővezető
- Magyar Konyha
- Csongrád Megyei Hírlap
- Dolgozók lapja
- Észak-Magyarország
- Fejér Megyei Hírlap
- Hajdú-Bihari Napló
- Kelet-Magyarország
- Kisalföld
- Nógrád
- Somogyi Néplap
- Szabad Ifjúság
- Vas Népe
- Veszprémi Napló
- Zalai Hírlap
- Vasárnap

## Diafilmjei
- Misi mókus (1957, 1976)
- Móra Ferenc élete és munkássága (1968)
- Gyakorló szövegek az ABC olvasókönyvhöz (1968)
- Hol lakik a róka? (1974)
- Hegyen völgyön lakodalom (1975, 2025)
- Mese a hét mesterségről (1978)